# Suède aux Jeux olympiques d'hiver de 1984
La Suède participe aux Jeux olympiques d'hiver de 1984 à Sarajevo en Yougoslavie du 8 au 19 février 1984. Il s'agit de sa quatorzième participation à des Jeux d'hiver.
La délégation suédoise est composée de 60 athlètes : 51 hommes et 9 femmes.

## Liste des médaillés
| Sport                  | Discipline             | Athlète(s) |
| Médaille d'or : 4      |                        | |
| Patinage de vitesse    | 5 000 m hommes         | Tomas Gustafson |
| Ski de fond            | 15 km classique hommes | Gunde Svan |
| Ski de fond            | 50 km classique hommes | Thomas Wassberg |
| Ski de fond            | Relais 4 ×10 km hommes | Thomas Wassberg Benny Kohlberg Jan Ottosson Gunde Svan |
| Médaille d'argent : 2  |                        | |
| Patinage de vitesse    | 10 000 m hommes        | Tomas Gustafson |
| Ski de fond            | 50 km classique hommes | Gunde Svan |
| Médaille de bronze : 2 |                        | |
| Ski de fond            | 30 km classique hommes | Gunde Svan |
| Hockey sur glace       | Tournoi masculin       | Thomas Åhlén Per-Erik Eklund Thom Eklund Bo Ericson Håkan Eriksson Peter Gradin Mats Hessel Michael Hjälm Göran Lindblom Tommy Mörth Leif Håkan Nordin Rolf Ridderwall Jens Öhling Thomas Rundqvist Tomas Sandström Håkan Södergren Mats Thelvén Mats Waltin Göte Wälitalo |

| Sport               | Médaille d'or, Jeux olympiques | Médaille d'argent, Jeux olympiques | Médaille de bronze, Jeux olympiques | Total |
| ------------------- | ------------------------------ | ---------------------------------- | ----------------------------------- | ----- |
| Ski de fond         | 3                              | 1                                  | 1                                   | 5     |
| Patinage de vitesse | 1                              | 1                                  | 0                                   | 2     |
| Hockey sur glace    | 0                              | 0                                  | 1                                   | 1     |
| Total               | 4                              | 2                                  | 2                                   | 8     |